# Batalla del Alto de Los Godos
La batalla del Alto de Los Godos (o Tercera batalla de Maturín) fue un encuentro entre las fuerzas republicanas de Manuel Piar y las fuerzas realistas del capitán general Domingo Monteverde cerca de Maturín. Fue uno de los cinco intentos realistas de tomar la región y fue notable la participación de mujeres en el combate, tales como Juana Ramírez, «La Avanzadora».